# West Ham United Football Club 1980-1981
Questa voce raccoglie le informazioni riguardanti il West Ham United Football Club nelle competizioni ufficiali della stagione 1980-1981.

## Stagione
La squadra gioca il campionato di Second Division concluso con la vittoria e la promozione in massima serie.
La squadra gioca anche la Coppa delle Coppe 1980-1981, uscendo ai quarti di finale per mano dei sovietici della Dinamo Tbilisi.

## Rosa
| N. |                        | Ruolo | Calciatore             |
| -- | ---------------------- | ----- | ---------------------- |
|    | Inghilterra (bandiera) | P     | Phil Parkes            |
|    | Inghilterra (bandiera) | D     | Paul Brush             |
|    | Inghilterra (bandiera) | D     | Frank Lampard          |
|    | Inghilterra (bandiera) | D     | Alvin Martin           |
|    | Scozia (bandiera)      | D     | Ray Stewart            |
|    | Inghilterra (bandiera) | C     | Paul Allen             |
|    | Inghilterra (bandiera) | C     | Billy Bonds (capitano) |
|    | Inghilterra (bandiera) | C     | Trevor Brooking        |
|    | Inghilterra (bandiera) | C     | Alan Devonshire        |

| N. |                        | Ruolo | Calciatore      |
| -- | ---------------------- | ----- | --------------- |
|    | Inghilterra (bandiera) | C     | Pat Holland     |
|    | Inghilterra (bandiera) | C     | Geoff Pike      |
|    | Inghilterra (bandiera) | A     | David Barnes    |
|    | Inghilterra (bandiera) | A     | David Cross     |
|    | Inghilterra (bandiera) | A     | Paul Goddard    |
|    | Inghilterra (bandiera) | A     | Billy Lansdowne |
|    | Inghilterra (bandiera) | A     | Nicholas Morgan |
|    | Inghilterra (bandiera) | A     | James Neighbour |
|    | Inghilterra (bandiera) | A     | Stuart Pearson  |

## Risultati

### FA Charity Shield
| Arbitro: | Hunting |

|               |           |  |
| McDermott 17’ | Marcatori |  |